# Chalid Kadyrov
Chalid Chož-Baudievič Kadyrov (in russo Халид Хож-Баудиевич Кадыров?, in ceceno Къадири Хьалид; Tsentaroy, 19 aprile 1995) è un ex calciatore russo, di ruolo centrocampista.